# Алисов, Владимир Павлович
Владимир Павлович Алисов (14 июля 1923, Лужки, Рязанская губерния — 10 октября 2018, Москва) — художник-кукольник, изготовитель кукол и декораций. Заслуженный работник культуры РСФСР (1987), почётный кинематографист России. Участник Великой Отечественной войны, гвардии подполковник.

## Биография
Владимир Павлович Алисов родился 14 июля 1923 года в деревне Лужки Суйской волости Пронского уезда Рязанской губернии, ныне деревня входит в Кораблинский муниципальный округ Рязанской области. Русский.
С 1930 года жил в Москве, где отец работал на заводе «Нефтегаз», затем жили в городе Химки. Окончил 9 классов средней школы, потом работал на заводе.
В начале Великой Отечественной войны был зачислен в отряд народного ополчения, участвовал в строительстве оборонительных рубежей.
4 ноября 1941 года призван в Рабоче-крестьянскую Красную Армию Химкинским РВК Московской области, окончил курсы Московского военного округа и в звании младшего лейтенанта направлен в 346-ю стрелковую дивизию. Затем служил в 727-м стрелковом полку.
В 1942 году вступил в ВЛКСМ. 
В сентябре 1942 войсковую часть из резерва направили на Сталинградский фронт. На фронте с 9 сентября 1942 года Командир роты 592-го стрелкового полка. Был командиром взвода в 154-й и 124-й отдельных штрафных ротах. Командир стрелковой роты 198-го гвардейского стрелкового Будапештского полка 68-й гвардейской стрелковой дивизии, участвовал в освобождении Украины, Венгрии и Австрии. В годы войны четыре раза легко ранен (28 декабря 1942 года, 9 сентября 1943 года, 28 января 1944 года, 12 января 1945 года). В марте 1945 года — гвардии старший лейтенант. В 1946 году был демобилизован; впоследствии — гвардии подполковник.
В 1947−1951 годах учился в Московском театральном художественно-техническом училище по специальности «художник-гримёр». После окончания училища с 1956 по 1993 год работал художником-живописцем на киностудии «Союзмультфильм», был заместителем директора объединения киностудии, с 1968 года — начальником бутафорского цеха Центрального телевидения.
Входил в правление АП «Киностудия «Союзмультфильм».
Участвовал в создании более 140 фильмов.
После ухода на заслуженный отдых активно участвовал в общественной, ветеранской работе в Московском комитете ветеранов войны в качестве художника-оформителя, много лет был секретарём совета ветеранов войны — однополчан дивизий, в которых воевал.
Многократно был почётным гостем Парада Победы на Красной площади, сидел на трибуне рядом с президентом В.В. Путиным.
Владимир Павлович Алисов умер 10 октября 2018 года в городе Москве, похоронен на Перепечинском кладбище деревни Перепечино сельского поселения Лунёвское Солнечногорского района Московской области, ныне деревня входит в городской округ Химки той же области.

## Фильмография

### Режиссёр
- 1964 — «Левша»
- 1971 — «Сеча при Керженце»
- 1994 — «Севильский цирюльник»

### Куклы и декорации
- «Двенадцатая ночь»
- «Концерт для двух солистов»
- 1960 — «Машенька и медведь»
- 1960 — «Петя-петушок»
- 1960 — «Прочти и катай в Париж и Китай»
- 1960 — «Секрет воспитания»
- 1960 — «Про козла»
- 1960 — «Три зятя»
- 1961 — «Заокеанский репортёр»
- 1961 — «Кто самый сильный?»
- 1962 — «Банальная история»
- 1962 — «Баня»
- 1963 — «Мистер Твистер»
- 1963 — «Сказка о старом кедре»
- 1965 — «Добрыня Никитич»
- 1965 — «Как один мужик двух генералов прокормил»
- 1965 — «Странички календаря»
- 1966 — «Автомобиль, любовь и горчица»
- 1966 — «Тимошкина ёлка»
- 1969 — «Великие холода»
- 1969 — «Пластилиновый ёжик»
- 1970 — «Отважный Робин Гуд»
- 1972 — «Мама»
- 1972 — «Мастер из Кламси»
- 1973 — «Аврора»
- 1973 — «Айболит и Бармалей»
- 1973 — «Немухинские музыканты»
- 1974 — «Ваня Датский»
- 1974 — «Шапокляк»
- 1975 — «Новогодний ветер»
- 1975 — «Садко богатый»
- 1975 — «Уступите мне дорогу»
- 1976 — «Как дед великое равновесие нарушил»
- 1977 — «38 попугаев. Бабушка удава»
- 1977 — «Журавлиные перья»
- 1977 — «38 попугаев. Куда идёт слонёнок»
- 1977 — «Тайна запечного сверчка»
- 1977 — «38 попугаев. Как лечить удава»
- 1978 — «38 попугаев. А вдруг получится!»
- 1978 — «Догони-ветер»
- 1978 — «38 попугаев. Привет мартышке»
- 1978 — «Чудеса среди бела дня»
- 1979 — «38 попугаев. Завтра будет завтра»
- 1979 — «38 попугаев. Зарядка для хвоста»
- 1979 — «Пер Гюнт»
- 1979 — «Последние волшебники»
- 1980 — «Самый маленький гном» (Выпуск 2)
- 1981 — «Бездомные домовые»
- 1981 — «Ежик плюс черепаха»
- 1981 — «Как будто»
- 1981 — «Самый маленький гном» (Выпуск 3)
- 1981 — «Сказка о глупом мышонке»
- 1983 — «Самый маленький гном» (Выпуск 4)
- 1984 — «Ваня и крокодил»
- 1984 — «Заячий хвостик»
- 1985 — «Боцман и попугай» (Выпуск 3)
- 1985 — «38 попугаев. Великое закрытие»
- 1985 — «Рыжая кошка»
- 1985 — «Слонёнок заболел»
- 1985 — «Боцман и попугай» (Выпуск 4)
- 1986 — «Мышонок и красное солнышко»
- 1986 — «Как потерять вес»
- 1987 — «Большой подземный бал»
- 1987 — «Исчезатель»
- 1987 — «Счастливый Григорий»
- 1987 — «Три лягушонка»
- 1987 — «Щенок и старая тапочка»
- 1988 — «Влюбчивая ворона»
- 1988 — «Карпуша»
- 1988 — «Кошка, которая гуляла сама по себе»
- 1988 — «Мы идём искать»
- 1988 — «Свирепый Бамбр»
- 1988 — «Уважаемый леший»
- 1989 — «Квартет для двух солистов»
- 1989 — «Пришелец в капусте»
- 1990 — «Ежик должен быть колючим?»
- 1990 — «Как Ниночка царицей стала»
- 1990 — «По следам Бамбра»
- 1990 — «Серый Волк энд Красная Шапочка»
- 1990 — «Три лягушонка» (Выпуск 3)
- 1991 — «На чёрный день»
- 1991 — «Ванюша и космический пират»
- 1991 — «38 попугаев. Ненаглядное пособие»
- 1991 — «Ловушка для Бамбра»
- 1992 — «Машенька»
- 1992 — «Шарман, Шарман!»
- 1992 — «Буря»
- 1993 — «Ванюша и великан»
- 1994 — «Ах, эти жмурки!»
- 1995 — «Шарман, Шарман! - 3»
- 1995 — «Весёлая карусель» N 29. «Теремок»

## Награды и звания
- Звание «Заслуженный работник культуры РСФСР», 1987 год
- Звание «Почётный кинематографист России»
- Орден Отечественной войны I степени
- Орден Отечественной войны II степени, дважды: 9 апреля 1945 года[1] и 23 мая 1945 года[2]
- Орден Красной Звезды, дважды: 16 октября 1944 года[3] и 5 декабря 1945 года[4]
- Медаль «За боевые заслуги», 30 декабря 1956 года
- Юбилейная медаль «За доблестный труд. В ознаменование 100-летия со дня рождения Владимира Ильича Ленина»
- Медаль «За оборону Москвы»
- Медаль «За оборону Сталинграда»
- Медаль «За победу над Германией в Великой Отечественной войне 1941—1945 гг.» 9 мая 1945
- Медаль «За взятие Будапешта» 9 июня 1945 года[5]